# كأس فيد 2017
كأس فيد 2017 (بالإنجليزية: 2017 Fed Cup)‏ هو الموسم 55 من كأس فيد. أقيم خلال الفترة 3 فبراير 2017 وحتى 12 نوفمبر 2017، وفاز فيه منتخب الولايات المتحدة لكأس فيد.